# 英国アカデミー賞 助演男優賞
英国アカデミー賞 助演男優賞（BAFTA Award for Best Acto in a Supporting Role）は、1968年から授与されている。

## 受賞者

### 1960年代
- 1968年 イアン・ホルム:『The Bofors Gun』
- 1969年 ローレンス・オリヴィエ:『素晴らしき戦争』

### 1970年代
- 1970年 コリン・ウェランド:『ケス』
- 1971年 エドワード・フォックス:『恋』
- 1972年 ベン・ジョンソン:『ラスト・ショー』
- 1973年 アーサー・ロウ:『オー!ラッキーマン』
- 1974年 ジョン・ギールグッド:『オリエント急行殺人事件』
- 1975年 フレッド・アステア:『タワーリング・インフェルノ』
- 1976年 ブラッド・ドゥーリフ:『カッコーの巣の上で』
- 1977年 エドワード・フォックス:『遠すぎた橋』
- 1978年 ジョン・ハート:『ミッドナイト・エクスプレス』
- 1979年 ロバート・デュヴァル:『地獄の黙示録』

### 1980年代
- 1981年 イアン・ホルム:『炎のランナー』
- 1982年 ジャック・ニコルソン:『レッズ』
- 1983年 デンホルム・エリオット:『大逆転』
- 1984年 デンホルム・エリオット:『最強最後の晩餐』
- 1985年 デンホルム・エリオット:『ダウニング街の陰謀』
- 1986年 レイ・マカナリー:『ミッション』
- 1987年 ダニエル・オートゥイユ:『愛と宿命の泉』
- 1988年 マイケル・ペイリン:『ワンダとダイヤと優しい奴ら』
- 1989年 レイ・マカナリー:『マイ・レフトフット』

### 1990年代
- 1990年 サルヴァトーレ・カシオ:『ニュー・シネマ・パラダイス』
- 1991年 アラン・リックマン:『ロビン・フッド』
- 1992年 ジーン・ハックマン:『許されざる者』
- 1993年 レイフ・ファインズ:『シンドラーのリスト』
- 1994年 サミュエル・L・ジャクソン:『パルプ・フィクション』
- 1995年 ティム・ロス:『ロブ・ロイ/ロマンに生きた男』
- 1996年 ポール・スコフィールド:『クルーシブル』
- 1997年 トム・ウィルキンソン:『フル・モンティ』
- 1998年 ジェフリー・ラッシュ:『恋に落ちたシェイクスピア』
- 1999年 ジュード・ロウ:『リプリー』

### 2000年代
- 2000年 ベニチオ・デル・トロ:『トラフィック』
- 2001年 ジム・ブロードベント:『ムーラン・ルージュ』
- 2002年 クリストファー・ウォーケン:『キャッチ・ミー・イフ・ユー・キャン』
- 2003年 ビル・ナイ:『ラブ・アクチュアリー』
- 2004年 クライヴ・オーウェン:『クローサー』
- 2005年 ジェイク・ギレンホール:『ブロークバック・マウンテン』
- 2006年 アラン・アーキン:『リトル・ミス・サンシャイン』
- 2007年 ハビエル・バルデム:『ノーカントリー』
- 2008年 ヒース・レジャー:『ダークナイト』
- 2009年 クリストフ・ヴァルツ:『イングロリアス・バスターズ』

### 2010年代
- 2010年 ジェフリー・ラッシュ:『英国王のスピーチ』
- 2011年 クリストファー・プラマー:『人生はビギナーズ』
- 2012年 クリストフ・ヴァルツ:『ジャンゴ 繋がれざる者』
- 2013年 バーカッド・アブディ:『キャプテン・フィリップス』
- 2014年 J・K・シモンズ: 『セッション』
- 2015年 マーク・ライランス:『ブリッジ・オブ・スパイ』
- 2016年 デーヴ・パテール:『LION/ライオン 〜25年目のただいま〜』
- 2017年 サム・ロックウェル:『スリー・ビルボード』
- 2018年 マハーシャラ・アリ:『グリーンブック』
- 2019年 ブラッド・ピット:『ワンス・アポン・ア・タイム・イン・ハリウッド』

### 2020年代
- 2020年 ダニエル・カルーヤ:『ユダ&ブラック・メシア 裏切りの代償』
- 2021年 トロイ・コッツァー:『コーダ あいのうた』
- 2022年 バリー・コーガン:『イニシェリン島の精霊』
- 2023年 ロバート・ダウニー・ジュニア:『オッペンハイマー』
- 2024年 キーラン・カルキン: 『リアル・ペイン〜心の旅〜』